# L'amore ai tempi del petrolio
(Nawāl al-Saʿdāwī)
L'amore ai tempi del petrolio è un romanzo scritto dalla scrittrice egiziana Nawāl al-Saʿdāwī. Pubblicata per la prima volta al Cairo nel 2001, l'opera, insieme a diversi altri romanzi della Saʿdāwī, è stata censurata dalla massima istituzione religiosa egiziana, l'Università di al-Azhar, che dopo pochi mesi dalla pubblicazione ne ha ordinato il ritiro da tutte le librerie egiziane. Ripubblicata poi a Londra nello stesso anno. Quindicesimo romanzo dell'autrice.
Pubblicato in varie antologie e tradotto in più di 20 lingue, in questo romanzo Nawāl al-Saʿdāwī si interroga sul ruolo della donna in un ordine repressivo e patriarcale.

## Trama
In un oscuro regno del petrolio un'archeologa scompare senza lasciare traccia. La polizia che indaga si chiede se fosse una ribelle o una donna dalla dubbia morale, in un paese nel quale nessuna donna ha mai osato abbandonare casa e marito, disubbidendo alle regole. Quando finalmente riappare, lascia il marito per vivere con un altro uomo…
Una storia d'amore intrigante e insospettabile, densa di mistero. Un'educazione sentimentale e un viaggio di autocoscienza di una donna araba in un paese autoritario.
Un uomo può uscire e non tornare per sette anni e solo dopo quella data la donna può chiedere la separazione. Mentre per una donna una sola notte è sufficiente per lanciare l'allarme e gridare allo scandalo.
Nella mente della donna le immagini si confondono, in un dormiveglia angosciante che non trova mai riposo, in cui le diverse figure maschili di cui è popolato il romanzo si fondono, delineando un'unica figura maschile. L'Uomo, verso cui la donna prova un continuo senso di attrazione e repulsione. L'Uomo da cui la donna è schiacciata come se fosse oppressa dal petrolio, un liquido nero infestante, viscoso, appiccicoso che con le sue particelle nere avvolge cose e persone, e nel cui fluido la donna rimane incastrata e non riesce a fuggire.

## Scrittura
Uno stile allucinato e visionario conduce il lettore in questo viaggio onirico e reale in un paese autoritario, una monarchia del petrolio che, pur non essendo identificata, propone chiari riferimenti: il petrolio che, in generale, ci riconduce all'Arabia Saudita, il fiume e i continui rimandi alle statue delle divinità egizie riconducono alla terra d'origine della scrittrice. Una terra in cui la donna è sottomessa e può essere tranquillamente sostituita da una macchina tuttofare, in grado di cucinare, pulire, scrivere… la donna equiparata a strumento, funzionale, ma senza diritti né sentimenti, quindi intercambiabile.
Un libro denso di metafore e continue allusioni alla rappresentazione della donna sottomessa, asservita, oppressa dall'uomo che ha cercato di negare il valore storico della donna. L'incessante ricerca delle divinità femminili fatta dalla protagonista indica la ricerca interiore, di sé stessa, un sé che l'uomo vuole negare. È il suo corpo quello che sta cercando, non quello di antiche statue, il corpo che è sottoterra, perché non è più suo, in quanto percepito solo come vuoto strumento.

## Estratti
- «Partì alla ricerca del suo orgoglio perduto. Aveva l'orgoglio di un animale che si impunta con le zampe e non vuole più camminare. Lei non era una donna né per la cucina né per il letto, non conosceva a memoria le canzoni che le donne cantano quando stanno in bagno. Non capiva nemmeno la passione che poteva suscitare nel cuore del marito l'osservarla mentre cucinava il cavolo ripieno. Inoltre, non sbatteva le ciglia quando il datore di lavoro, o Sua Maestà, la guardavano.»
- «Gli uomini riempivano i barili, li vedeva in lontananza sulla linea dell'orizzonte, come piccole ombre nere, dalla statura bassa, muovevano le braccia in aria, come se giocassero, cercando di svuotare l'acqua del mare in piccoli contenitori, o di svuotare l'aria del cielo in caraffe di latta.»

## Critica
Questo libro ha ricevuto molte recensioni positive:
- «Più di ogni altra donna, Nawal al-Sa‘adawi incarna le sofferenze del femminismo arabo.»[2]
- «Una volta ancora, torna a occuparsi della questione femminile nel mondo arabo. Poco importa dove è ambientata la storia. In questo libro denso di metafore e continue allusioni, dallo stile allucinato e visionario, il viaggio onirico - e al contempo reale - compiuto dalla protagonista, descrive l'esistenza di una donna in un qualsiasi regime autoritario.»[3]
- «Le figure del romanzo non hanno un nome, donne o uomini che siano. Sono degli archetipi, metafore di un mondo in cui la donna è strumento di lavoro e fonte di piacere, pur restando senza individualità: una macchina senz'anima, senza il diritto a propri sentimenti, senza la possibilità di esprimersi e fare sentire la propria voce.»[4]

## Edizioni
- Nawal al-Sa‘adawi, Al-hubb fī zamān al-naft: riwāya, Melin, 2001,  pp. 156 pp..
- Nawal al-Sa‘adawi, Love in the Kingdom of Oil, Saqi Books, 2001,  pp. 134 pp., ISBN 978-0-86356-337-9.
- Nawāl al-Saʿdāwī, L'amore ai tempi del petrolio, traduzione di Marika Macco, introduzione di Luisa Morgantini, collana Altriarabi, il Sirente, Fagnano Alto, 2009,  XVI-144 (160) pp., ISBN 978-88-87847-16-1.